# Gliom
Gliomer er den hyppigste hjernesvulst. Gliom er fællesbetegnelsen for svulster, der udgår fra hjernens støtteceller (gliaceller): astrocytter, oligodendrocytter og ependymceller. Gliomer har det til fælles, at de har en tendens til at vokse ind i (infiltrere) hjernen.